# Canottaggio ai Giochi della XVI Olimpiade - Due senza maschile
La competizione del Due senza maschile dei Giochi della XVII Olimpiade si è svolta dal 23 al 27 novembre 1956 al bacino del lago Wendouree a Ballarat.

## Programma
| Data             | Round        | Note                                               |
| ---------------- | ------------ | -------------------------------------------------- |
| 23 novembre 1956 | 3 Batterie   | I primi 2 alle semifinali. I restanti ai recuperi. |
| 24 novembre 1956 | 1 Recupero   | I primi 2 alle semifinali.                         |
| 26 novembre 1956 | 2 Semifinali | I primi 2 in finale.                               |
| 27 novembre 1956 | Finale       |                                                    |

## Risultati

### Batterie
| Pos. | Nazione       | Atleti                          | Tempo  |
| ---- | ------------- | ------------------------------- | ------ |
| 1    | Nuova Zelanda | Reginald Douglas Bob Parker     | 7'32"6 |
| 2    | Australia     | Peter Raper Maurice Grace       | 7'37"2 |
| 3    | Italia        | Alvaro Bianchi Maurizio Clerici | 7'41"2 |

| Pos. | Nazione   | Atleti                        | Tempo  |
| ---- | --------- | ----------------------------- | ------ |
| 1    | Germania  | Helmut Sauermilch Claus Heß   | 7'30"1 |
| 2    | Danimarca | Finn Pedersen Kjeld Østrøm    | 7'36"6 |
| 3    | Belgio    | Robert Baetens Michel Knuysen | 7'45"6 |

| Pos. | Nazione          | Atleti                          | Tempo  |
| ---- | ---------------- | ------------------------------- | ------ |
| 1    | Stati Uniti      | James Fifer Duvall Hecht        | 7'19"5 |
| 2    | Unione Sovietica | Igor Buldakov Viktor Ivanov     | 7'29"9 |
| 3    | Austria          | Alfred Sageder Josef Kloimstein | 7'37"0 |

### Recupero
| Pos. | Nazione | Atleti                          | Tempo  |
| ---- | ------- | ------------------------------- | ------ |
| 1    | Austria | Alfred Sageder Josef Kloimstein | 7'51"6 |
| 2    | Italia  | Alvaro Bianchi Maurizio Clerici | 8'07"4 |
| 3    | Belgio  | Robert Baetens Michel Knuysen   | 8'14"2 |

### Semifinali
| Pos. | Nazione          | Atleti                          | Tempo  |
| ---- | ---------------- | ------------------------------- | ------ |
| 1    | Unione Sovietica | Igor Buldakov Viktor Ivanov     | 8'41"3 |
| 2    | Austria          | Alfred Sageder Josef Kloimstein | 8'42"4 |
| 3    | Nuova Zelanda    | Reginald Douglas Bob Parker     | 8'44"7 |
| 4    | Danimarca        | Finn Pedersen Kjeld Østrøm      | 8'55"1 |

| Pos. | Nazione     | Atleti                          | Tempo  |
| ---- | ----------- | ------------------------------- | ------ |
| 1    | Stati Uniti | James Fifer Duvall Hecht        | 8'37"7 |
| 2    | Australia   | Peter Raper Maurice Grace       | 8'48"2 |
| 3    | Germania    | Helmut Sauermilch Claus Heß     | 8'52"3 |
| 4    | Italia      | Alvaro Bianchi Maurizio Clerici | 9'11"1 |

### Finale
| Pos.    | Nazione          | Atleti                          | Tempo  |
| ------- | ---------------- | ------------------------------- | ------ |
| Oro     | Stati Uniti      | James Fifer Duvall Hecht        | 7'55"4 |
| Argento | Unione Sovietica | Igor Buldakov Viktor Ivanov     | 8'03"9 |
| Bronzo  | Austria          | Alfred Sageder Josef Kloimstein | 8'11"8 |
| 4       | Australia        | Peter Raper Maurice Grace       | 8'22"2 |